# 구마로
구마로(邱馬路)는 대구광역시 달서구 본리동 남대구 나들목과 성당동 성당네거리를 잇는 대구광역시의 도로이다. 전 구간 대구광역시도 제28호선에 속한다. 도로의 명칭은 중부내륙고속도로지선의 옛 이름인 구마고속도로로 향하는 도로라고 하여 '구마로'로 명명되었다.

## 주요 경유지
대구광역시
- 달서구 (본리동 · 본동 · 송현동 · 성당동)

## 노선
전 구간 대구광역시도 제28호선에 속하므로 이 노선에 대한 별도 표기는 생략한다.
| 이름              | 접속 노선                                                                | 소재지            | 소재지            | 비고              |
| 성서공단로와 직결 | 성서공단로와 직결                                                        | 성서공단로와 직결 | 성서공단로와 직결 | 성서공단로와 직결 |
| ----------------- | ------------------------------------------------------------------------ | ----------------- | ----------------- | ----------------- |
| 남대구 나들목     | 451호선 중부내륙고속도로지선 대구광역시도 제11호선 (신천대로) 월곡로94길 | 대구광역시        | 달서구            |                   |
| 감천네거리        | 대구광역시도 제29호선 (용산로) 학산로7길                                 | 대구광역시        | 달서구            |                   |
| 본리네거리        | 대구광역시도 제31호선 (와룡로)                                           | 대구광역시        | 달서구            |                   |
| 동본리네거리      | 대구광역시도 제37호선 (당산로) (송현로)                                  | 대구광역시        | 달서구            |                   |
| 성당네거리        | 국도 제5호선 국도 제26호선 (성당로) (월배로)                             | 대구광역시        | 달서구            |                   |
| 대명로와 직결     |                                                                          |                   |                   |                   |

## 주요 건물 및 시설
- 파라다이스 웨딩컨벤션 (대구광역시 달서구 구마로 52)
- 유림노르웨이아침 (대구광역시 달서구 구마로 97)
- 보광병원 (대구광역시 달서구 구마로 128)
- 세강병원 (대구광역시 달서구 구마로 220)